# Nitzschia
Nitzschia ist eine nach Christian Ludwig Nitzsch benannte Gattung der Kieselalgen (Bacillariophyta) mit etwa 600 Arten, die im Süß- und im Meerwasser vorkommen.
Als Erstbeschreiber gilt Arthur Hill Hassall (1845).
Diese Kieselalgengattung ist zu unterscheiden von der Plattwurm-Gattung Nitzschia Baer, 1826

## Merkmale

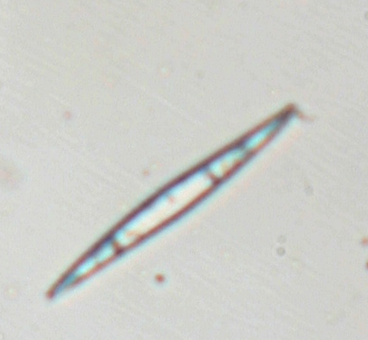
Nitzschia sp.

Die Vertreter sind einzellige, langgestreckte Kieselalgen. Die Zellen haben die für Kieselalgen typische Schale aus zwei Theken. Die Schale ist in Seitenansicht zumeist rechteckig, selten auch sigmoid. In Schalenansicht ist sie schiffchenförmig oder linealisch, kann in der Mitte auch leicht eingeschnürt sein. Im Querschnitt sind die Zellen rautenförmig. Die Raphen verlaufen – unüblich für pennate Kieselalgen – nicht in der Mitte der Schale, sondern zum Rand versetzt. Die Raphen von Ober- und Unterschale sind dabei diagonal entgegengesetzt. Die Zellen enthalten ein oder zwei langgestreckte, seitenständige Plastiden, die durch Fucoxanthin goldbraun gefärbt sind. Die Plastiden reichen von der Seite her in beide Schalenebenen. Die Zellen sind 30 bis 500 Mikrometer lang.
Die ungeschlechtliche Fortpflanzung erfolgt durch die typische Zweiteilung der Kieselalgen. Geschlechtliche Fortpflanzung erfolgt durch Anisogamie, wobei pro Zelle zwei Gameten, selten nur einer, gebildet werden. Im Anschluss erfolgt während der Auxosporenbildung die Zellvergrößerung.

## Vorkommen
Die Vertreter der Gattung Nitzschia leben auf verschiedenen Substraten in fließenden und stehenden Gewässern, auch in Brackwasser und Meerwasser. Einige Arten leben auch als Plankton.

## Heterotrophe Arten
Als Ausnahme innerhalb der Kieselalgen umfasst die Gattung eine Reihe von Arten, die die Fähigkeit zur Photosynthese sekundär aufgegeben haben. Diese „apochloritischen“ Arten sind also auf organische Kohlenstoffquellen angewiesen, ihre Ernährung ist heterotroph. Die apochloritischen Arten besitzen weiterhin Plastiden, diese sind allerdings nicht mehr grün gefärbt, sondern farblos. Die Arten wurden auf verrottendem Seegras und Algen, meist in Mangrovensümpfen, gefunden. Obwohl die Befunde darauf hindeuten, dass der Verlust der Photosynthesefähigkeit innerhalb der Gattung nur einmal stattgefunden hat, sind die Ergebnisse nicht eindeutig. Rein heterotrophe Kieselalgen sind auf einige Arten der Gattung Nitzschia und eine einzige Art der verwandten Gattung Hantzschia beschränkt, zahlreiche andere Arten sind allerdings mixotroph.

## Mikrofossilien

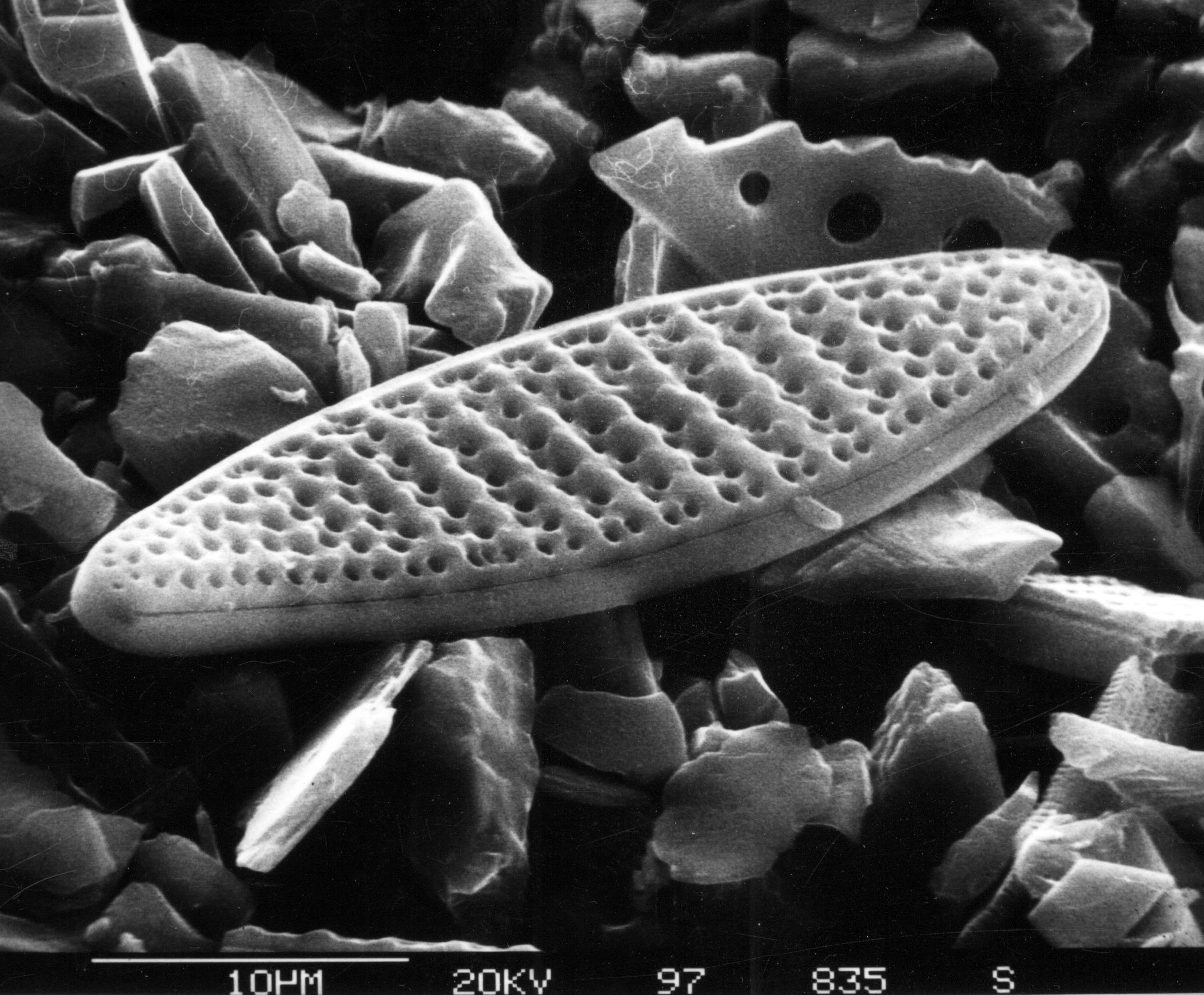
Ein Mikrofossil von Nitzschia kerguelensis† im marinen Sediment.

Die von E. O’Meara 1876 als Terebraria kerguelensis beschriebenen Mikrofossilien wurden von Grethe Rytter Hasle 1965 ebenfalls in die Gattung Nitzschia gestellt; diese Zuordnung ist jedoch nicht allgemein akzeptiert.

## Systematik
Arten mit der Fähigkeit Ketten von sich überlappenden Zellen zu bilden, wurden in die gattung Pseudo-nitzschia überführt.
Die hier angegebene Artenliste folgt – wo nicht anders angegeben – dem World Register of Marine Species (WoRMS), es sind nur die auch in der Taxonomie des National Center for Biotechnology Information (NCBI) gelisteten Arten angegeben:
Gattung Nitzschia A. H. Hassall, 1845 nom. cons.
- Nitzschia amphibia Grunow, 1862
- Nitzschia annewillemsiana Hamsher et al., 2016 bzw. Hamsher, Kopalova, Kociolek, Zidarova & Van de Vijver, 2016
- Nitzschia asteropeae Lobban, Ashworth, Calaor & E. C. Theriot in Lobban et al., 2019
- Nitzschia bilobata W.Smith, 1853
- Nitzschia biundulata Al-Handal et al. 2019 bzw. Al-Handal, J. Zimmerman, R. Jahn, A. Torstensson, & A. Wulff, 2019 [Nitzschia sp. JZi-2018a[2]]
- Nitzschia bizertensis B. Smida, N. Lundholm, A. S. Hlaili & H. H. Mabrouk, 2014 [Nitzschia sp. 1 MVG-2013[2]]
- Nitzschia capitellata Hustedt, 1922
- Nitzschia commutata Grunow, 1880
- Nitzschia dentatum Suriyanti & Usup, 2017 [Nitzschia sp. SuS-2017c[2]]
- Nitzschia dubia W. Smith, 1853 [Homoeocladia dubia[2]]
- Nitzschia dubiiformis Hustedt, 1939
- Nitzschia filiformis (W. Smith, 1856) Hustedt
- Nitzschia fonticola (Grunow) Grunow, 1881
- Nitzschia frustulum (Kützing) Grunow, 1880
- Nitzschia gobbii Accoroni, Romagnoli, Giulietti & Totti in Giuletti et al., 2021 [Nitzschia sp. SGui-2021a[2]]
- Nitzschia hantanense L. Tan & B. H. Kim in Tan et al., 2020 [Nitzschia sp. LTan-2019a[2]]
- Nitzschia heuflerania Grunow, 1862
- Nitzschia johorensis Suriyanti & Usup, 2017 [Nitzschia sp. SuS-2017a[2]]
- Nitzschia liebethruthii Rabenhorst, 1864 [Nitzschia liebetruthii[2]]
- Nitzschia linearis W. Smith, 1853
- Nitzschia longissima (Brébisson) Ralfs, 1861, dazu:
  - Nitzschia longissima var. reversa Grunow, 1880
- Nitzschia lorenziana Grunow, 1879
- Nitzschia microcephala Grunow, 1878
- Nitzschia nanodissipata Ch. Li & Witkowski in Witkowski et al., 2016
- Nitzschia navis-varingica N. Lundholm & Ø. Moestrup, 2000
- Nitzschia ovalis H. J. Arnott, 1880
- Nitzschia palea (Kützing) W. Smith, 1856 [Homoeocladia palea, Synedra palea[2]]
- Nitzschia paleacea (Grunow) Grunow 1881[9] [Nitzschia subtilis var. paleacea Grunow[9]] (nicht bei WoRMS)
- Nitzschia pellucida Grunow, 1880
- Nitzschia perminuta (Grunow) M. Peragallo, 1903
- Nitzschia pusilla Grunow, 1862
- Nitzschia putrida (Cohn) Benecke, 1900
- Nitzschia recta Hantzsch ex Rabenhorst, 1862
- Nitzschia reversa W. Smith, 1853[3][A. 1]
  - Stamm KT30, Fundort Inagenohama, Chiba, Bucht von Tokio[11]
  - Stamm CBac2020007, Fundort: Nordost-China(?)[12]
  - Isolat AGSB0348, Fundort: Canada: Sandy Cove Monitoring, Ketch Harbour, Halifax Regional Municipality, Nova Scotia[13]
  - Isolat MEG012, Fundort: Südkorea(?)[14]
- Nitzschia schefterae Lobban, Ashworth, Calaor & E. C. Theriot in Lobban et al., 2019
- Nitzschia sigmaformis Hustedt, 1955
- Nitzschia sigmoidea (Nitzsch) W.Smith, 1853 [Nitzschia elongata Hassal, nom. illeg., 1845Namensgleichheit von [A. 2]] (Typusart)
- Nitzschia taygeteae Lobban, Ashworth, Calaor & E. C. Theriot in Lobban et al., 2019
- Nitzschia thermalis (Kützing) Auerswald, 1861
- Nitzschia volvendirostrata Ashworth, Dᶏbek & Witkowski in Witkowski et al., 2016

Fossil (unsicher):
- Nitzschia kerguelensis † (O’Meara) Hasle, 1965 syn. Terebraria kerguelensis † E. O’Meara, 1876[6]

## Bildergalerie

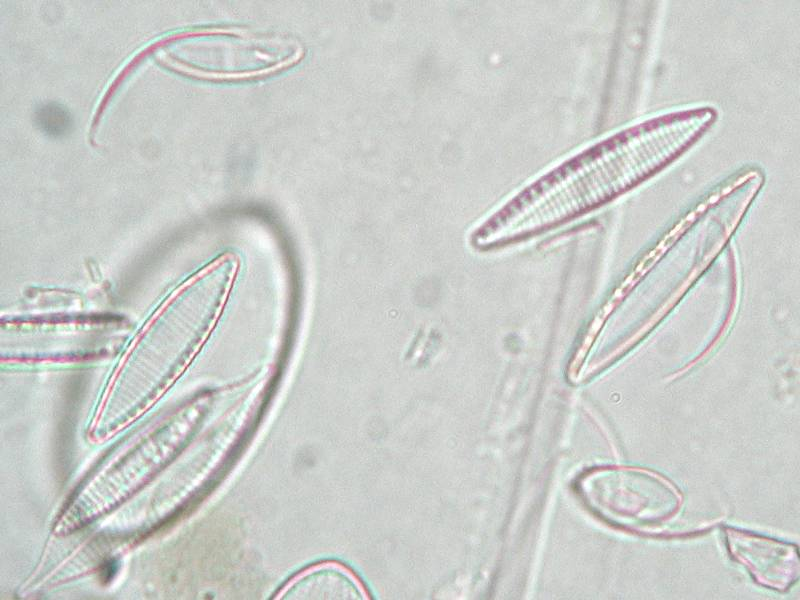
Nitzschia amphibia
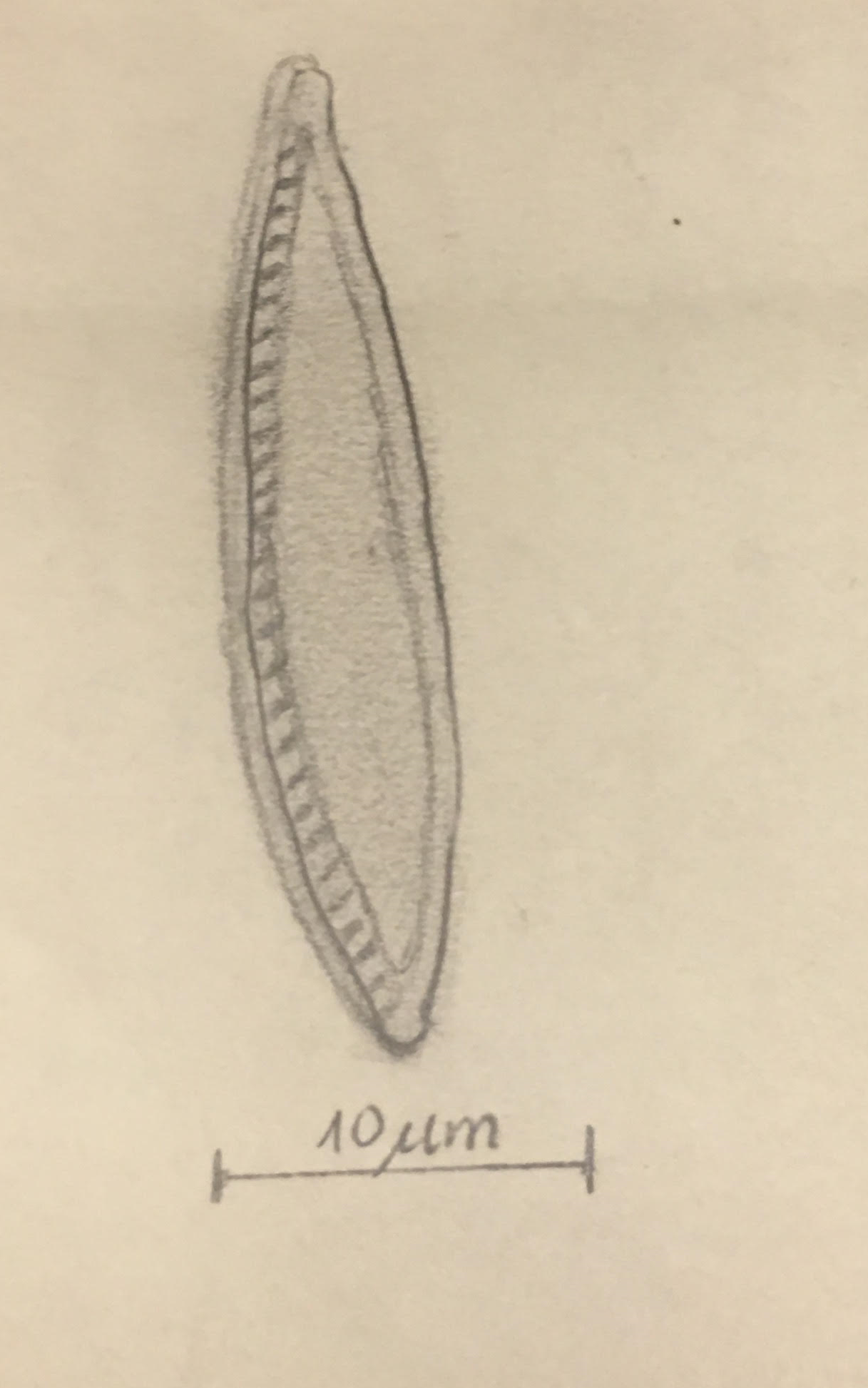
Nitzschia capitellata
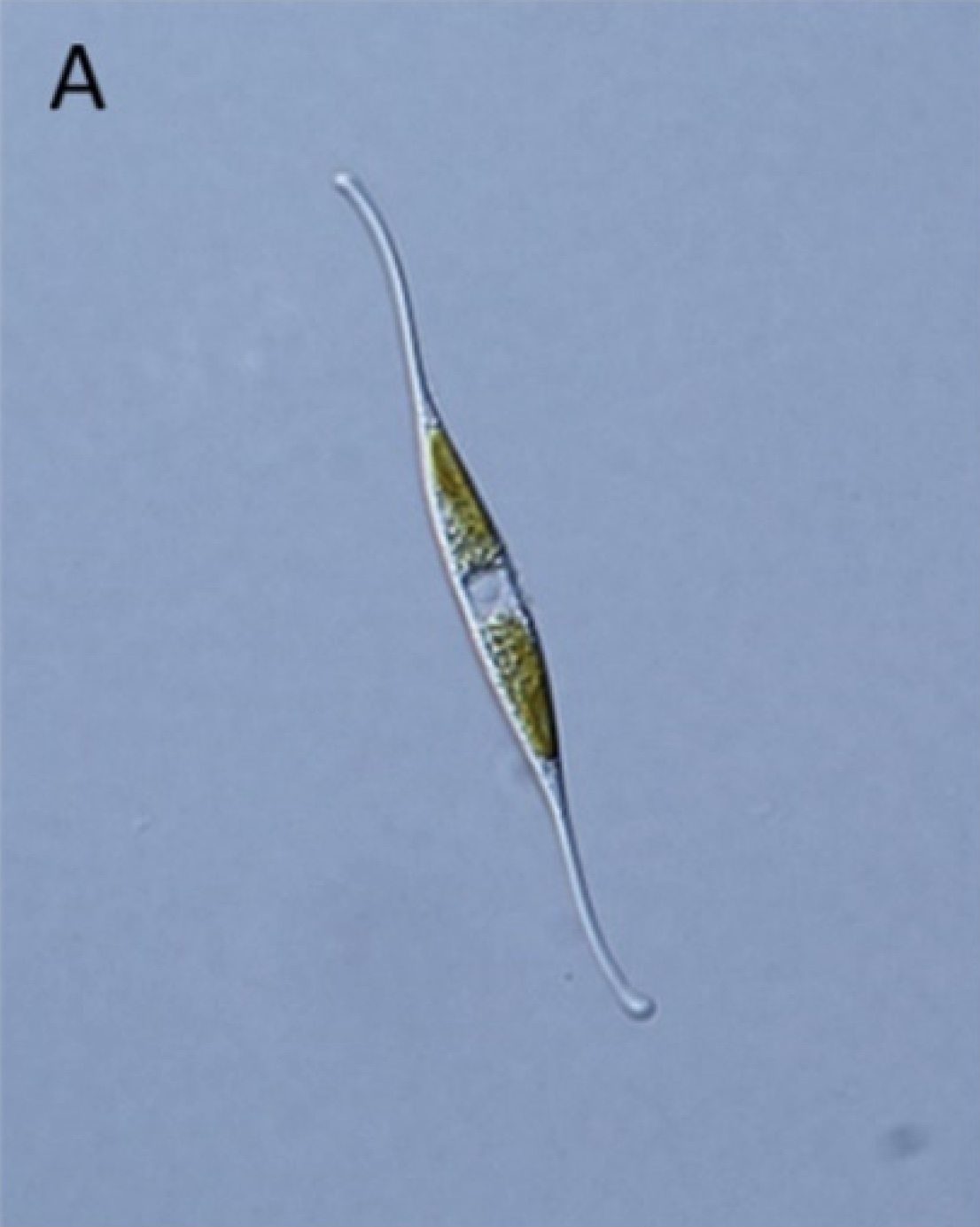
LM-Ansicht von Nitzschia reversa
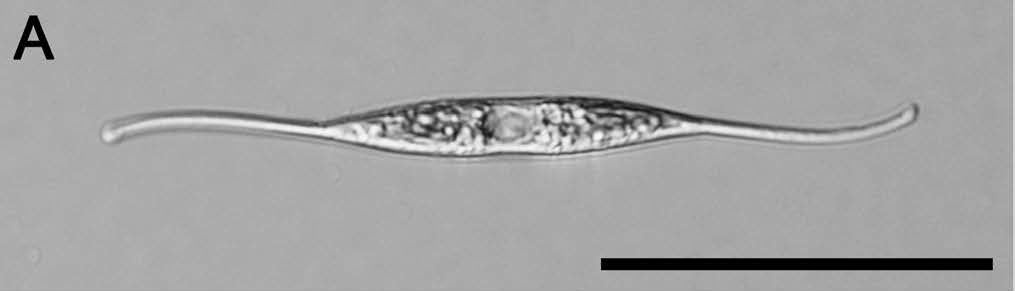
LM-Ansicht von N. reversa, Stamm KT30. Balken: 50 μm.
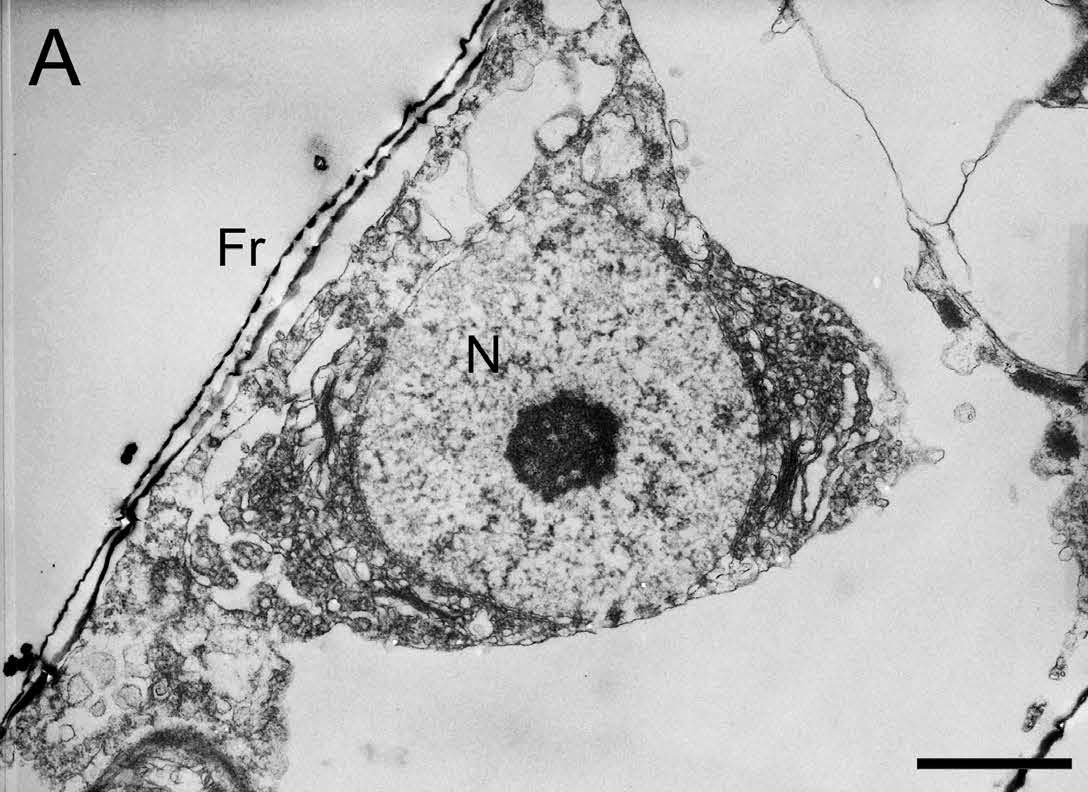
TEM-Aufnahme: Ultradünnschnitt von N. reversa Stamm KT30. Balken: 1 µm, Fr: Frustel; N: Zellkern.
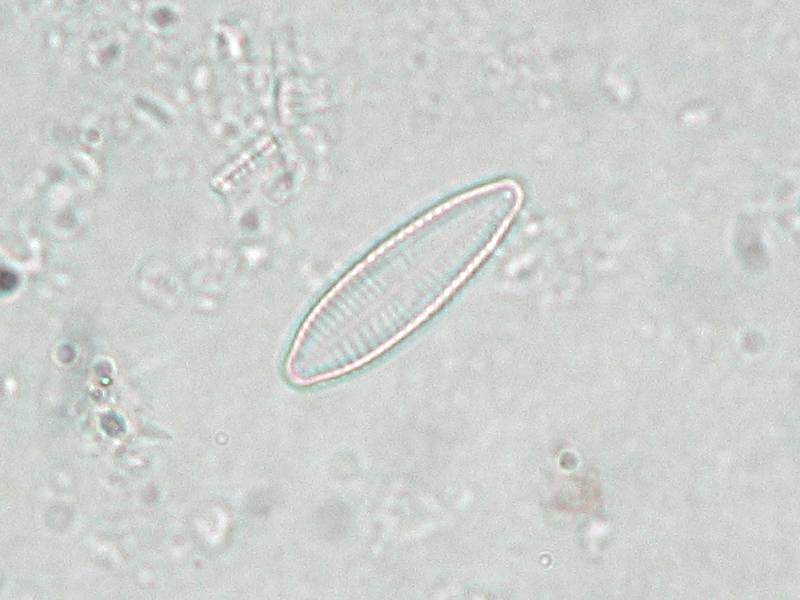
Nitzschia paleacea

## Viren

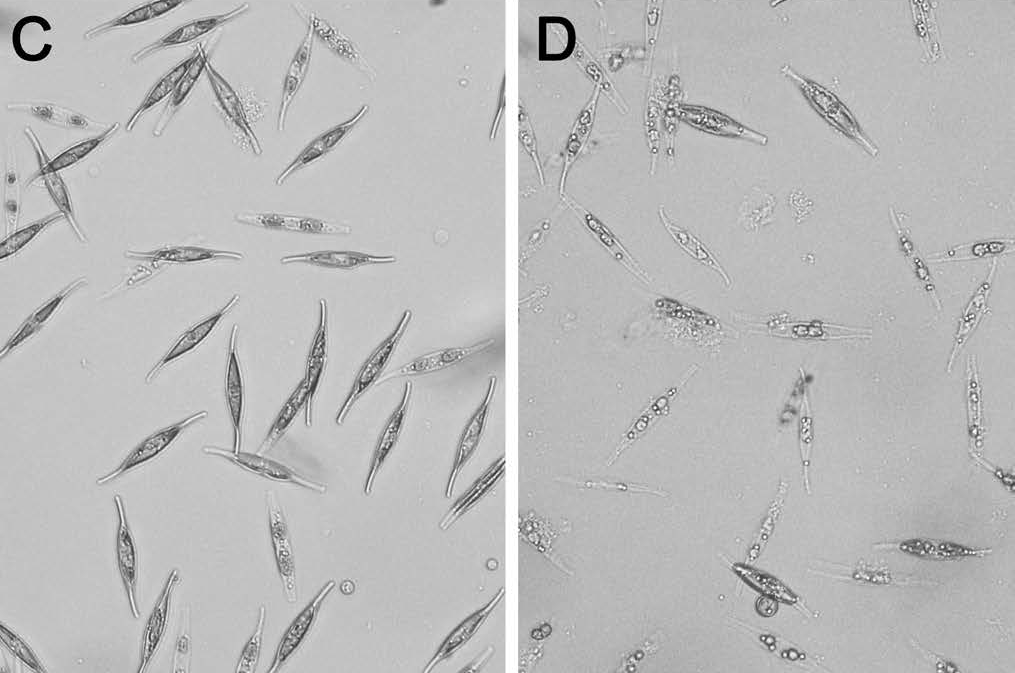
Infektion von N. reversa Stamm KT30 mit NitRevRNAV. C: LM-Ansicht von intakten Zellen; D: LM-Ansicht von NitRevRNAV-infizierten Zellen 60 Stunden nach der Inokulation.

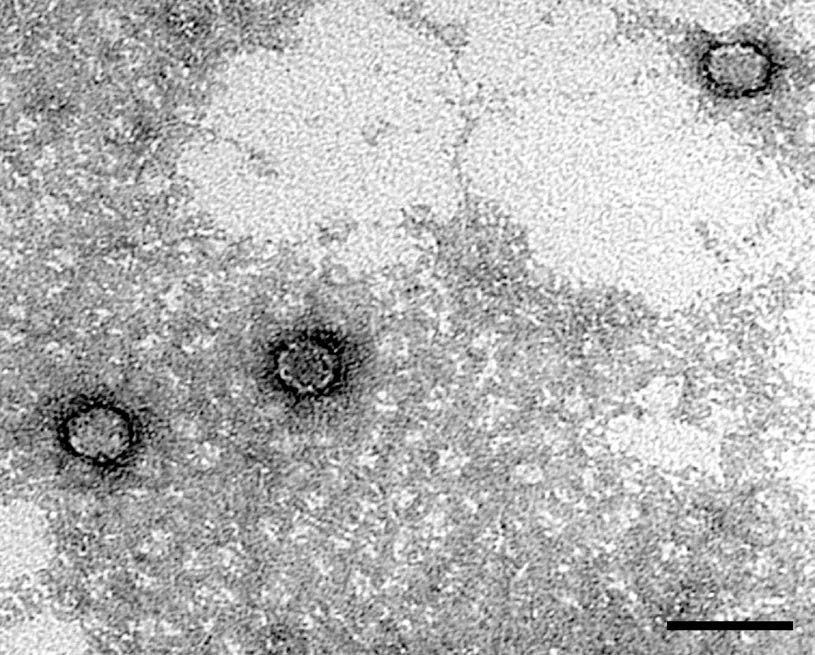
Negativ-Bild vom NitRevRNAV-Partikeln. Balken: 50 nm.

Im Jahr 2019 gaben Kensuke Toyoda et al. die Entdeckung eines ssRNA-Virus mit positiver Polarität bekannt, das den Stamm N. reversa KT30 infiziert.
Das bislang vom International Committee on Taxonomy of Viruses (ICTV) noch unbestätigte Virus (Stand 1. Januar 2025) mit Bezeichnung „Nitzschia reversa RNA virus“ (NitRevRNAV) ist unbehüllt, sein Kapsid hat ikosaedrische Symmetrie mit einer Größe von 30 nm.
Sein Genom hat eine Größe von etwa 9.000 nt (Nukleotiden) und es gibt zwei Offene Leserahmen (Open Reading Frames, ORFs).
Diese Merkmale ähneln stark denen der bisher bekannten Kieselalgen-RNA-Viren, so dass NitRevRNAV von den Autoren vorläufig als neues Mitglied der Gattung Bacillarnavirus in der Familie Marnaviridae (Ordnung Picornavirales) angesehen wurde.
Marine Kieselalgenviren wie NitRevRNAV können die kann die Artenvielfalt (Diversität) dieser Algengruppe in ihrer natürlichen Umgebung stark beeinflussen. Sie sind daher von besonderem Interesse der multidisziplinären Forschung geweckt.

## Belege